# Grades de l'armée de terre égyptienne
 (novembre 2019).
Si vous disposez d'ouvrages ou d'articles de référence ou si vous connaissez des sites web de qualité traitant du thème abordé ici, merci de compléter l'article en donnant les références utiles à sa vérifiabilité et en les liant à la section « Notes et références ».
Cette page contient la liste des grades de l'armée de terre égyptienne.

## Officiers
| Armée de terre égyptienne |             |       |      |      |      |          |       |       |               |         |
| مشير                      | فريق أول    | فريق  | لواء | عميد | عقيد | مقدم     | رائد  | نقيب  | ملازم أول     | ملازم   |
| Moshir                    | Fariq 'awal | Fariq | Liwa | Amid | Aqid | Moqaddim | Ra'id | Naqib | Molazim awwal | Molazim |
|                           |             |       |      |      |      |          |       |       |               |         |

## Sous-officers & militaire du rang
| جندي  | عريف  | رقيب  | رقيب أول    | مساعد   | مساعد أول     |
| Jondi | 'arif | Raqib | Raqib awwal | Mosa'id | Mosa'id awwal |
| ----- | ----- | ----- | ----------- | ------- | ------------- |
|       |       |       |             |         |               |